# Рикі-Борково
Рикі-Борково (пол. Ryki-Borkowo) — село в Польщі, у гміні Яново Нідзицького повіту Вармінсько-Мазурського воєводства.
Населення — 72 особи (2011).
У 1975-1998 роках село належало до Ольштинського воєводства.

## Демографія
Демографічна структура станом на 31 березня 2011 року:
|          | Загалом | Допрацездатний вік | Працездатний вік | Постпрацездатний вік |
| -------- | ------- | ------------------ | ---------------- | -------------------- |
| Чоловіки | 34      | 12                 | 19               | 3                    |
| Жінки    | 38      | 8                  | 18               | 12                   |
| Разом    | 72      | 20                 | 37               | 15                   |